# Le Secret des valises noires
Pour plus de détails, voir Fiche technique et Distribution.
Le Secret des valises noires (titre original : Das Geheimnis Der Schwarzen Koffer) est un film ouest-allemand de Werner Klingler sorti en 1962.

## Synopsis
Un mystérieux tueur s'en prend particulièrement à des voyageurs portant des valises noires. En mission pour Scotland Yard, l'inspecteur Finch enquête et, grâce à la collaboration d'un cousin, parvient à retrouver la trace de l'assassin dans le château d'un Lord.

## Fiche technique
- Titre original : Das Geheimnis Der Schwarzen Koffer
- Réalisation : Werner Klingler
- Scénario : Percy Allan d'après le roman de Bryan Edgar Wallace
- Directeur de la photographie : Richard Angst
- Montage : Walter Wischniewsky
- Costumes : Vera Mügge
- Décors : Paul Markwitz
- Production : Artur Brauner
- Genre : Thriller
- Pays :  Allemagne de l'Ouest
- Durée : 85 minutes (1 h 25)
- Date de sortie :
  -  Allemagne de l'Ouest : 23 février 1962
  -  France : 24 avril 1963

## Distribution
- Joachim Hansen (VF : Jacques Thébault) : inspecteur Robert Finch
- Senta Berger (VF : Michèle Montel) : Susan Brown
- Hans Reiser : Humphrey Curtis
- Leonard Steckel (VF : Serge Nadaud) : Dr Daniel Bransby
- Chris Howland : Arnold Wickerley
- Peter Carsten (VF : Pierre Vernier) : Ponko
- Helga Sommerfeld : Lissy
- Stanislav Ledinek : Kudernacz
- Elfriede Irrall : Diana